# Afrique du Sud aux Jeux olympiques d'hiver de 2010
La participation de l'Afrique du Sud aux Jeux olympiques d'hiver de 2010 à Vancouver au Canada, du 12 au 28 février 2010, constitue la sixième participation du pays à des Jeux olympiques d'hiver. La délégation sud-africaine est composée de deux athlètes, Peter Scott en ski alpin et Oliver Kraas, qui est également porte-drapeau du pays lors de la cérémonie d'ouverture de ces Jeux, en ski de fond.
L'Afrique du Sud ne remporte aucune médaille durant ces Jeux olympiques, Peter Scott ayant abandonné en slalom géant et Oliver Kraas se classant 61e de l'épreuve de sprint.

## Délégation
La délégation sud-africaine se compose de deux sportifs, Peter Scott et Oliver Kraas. Dirigée par le chef de mission Hajera Kajee, vice-présidente du Comité national olympique sud-africain, elle comprend en outre l'administrateur Kaya Majeke ainsi que les entraîneurs Johan Sadler et Alexander Heath. Ce dernier a lui-même représenté l'Afrique du Sud aux Jeux olympiques de Nagano, Salt Lake City et Turin,.

## Cérémonies d'ouverture et de clôture

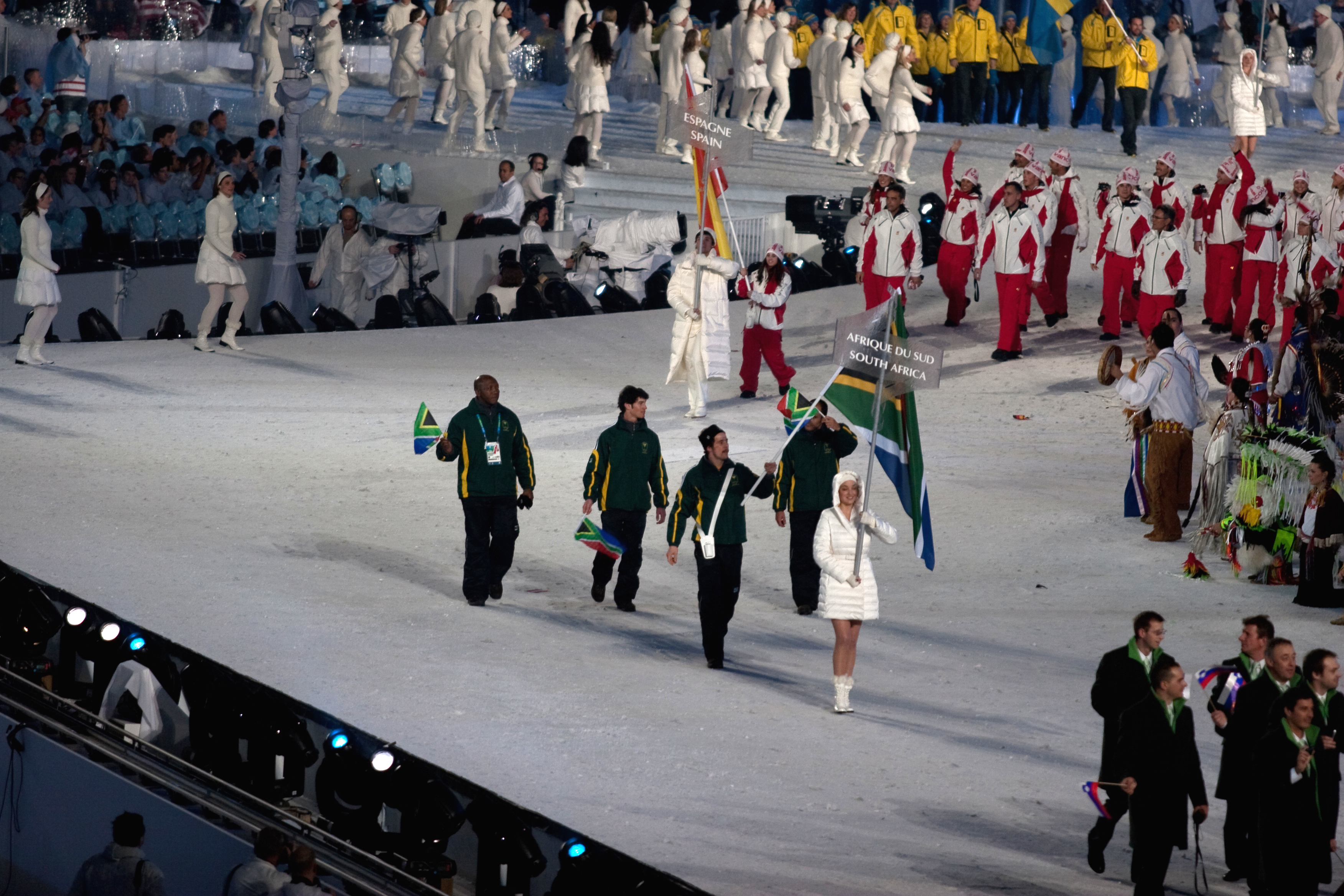
Entrée de la délégation sud-africaine à la cérémonie d'ouverture.

L'Afrique du Sud fait partie, avec l'Algérie, l'Éthiopie, le Ghana, le Maroc et le Sénégal, des six pays d'Afrique participant à ces Jeux. L'Afrique du Sud est la 72e des 82 délégations à entrer dans le BC Place Stadium de Vancouver, au cours du défilé des nations de la cérémonie d'ouverture, après la Slovénie et avant l'Espagne. Cette cérémonie est dédiée au lugeur géorgien Nodar Kumaritashvili, mort la veille après une sortie de piste durant un entraînement. Le porte-drapeau du pays est le skieur Oliver Kraas.
La cérémonie de clôture a également lieu au BC Place Stadium. Les porte-drapeaux des différentes délégations entrent ensemble dans le stade et forment un cercle autour du chaudron abritant la flamme olympique. Lors de cette cérémonie, le drapeau sud-africain est porté par l'entraîneur Alexander Heath.

## Ski Alpin

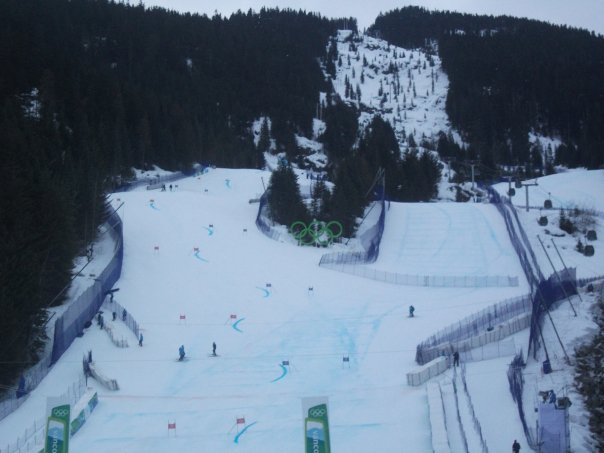
Whistler Creekside, la piste pour les épreuves de ski alpin.

Peter Scott est le représentant de l'Afrique du Sud lors des épreuves de ski alpin. Né le 27 novembre 1990 au Cap, il s'entraîne en France dans la station pyrénéenne de Peyragudes, où il est également employé comme moniteur de ski, et réside dans le petit village de Gazave, situé dans les Hautes-Pyrénées. Âgé de 19 ans, il participe à ses premiers Jeux olympiques. Il est entraîné par Alexander Heath, qui compte trois participations dans les épreuves de ski alpin aux Jeux olympiques.

### Qualification
Trois-cent-vingt places sont attribuables en ski alpin pour les Jeux olympiques de Vancouver, dans la limite de vingt-deux athlètes par nation. La période de qualification s'étale entre juillet 2008 et le 25 janvier 2010. Pour se qualifier, les 500 premiers de chaque épreuve au classement, dans la liste des points de la Fédération internationale de ski (FIS), sont admissibles dans la limite de quatre par pays, en sachant que pour les épreuves de descente, de super-combiné et de super-G, les athlètes doivent obtenir un maximum de 120 points FIS dans l'épreuve concernée. Si une nation ne possède aucun skieur réalisant ces critères, il lui est possible d'obtenir un ticket olympique pour chaque sexe dans les épreuves de slalom et de slalom géant, en participant aux Championnats du monde de ski alpin 2009 et en ne dépassant pas les 140 points FIS.
Lors des Mondiaux 2009 à Val-d'Isère, Peter Scott se classe 75e du slalom géant, puis 57e du slalom,. Sa participation à cet événement lui permet de se qualifier pour les Jeux olympiques d'hiver de 2010 en slalom géant, car il possède moins de 140 points FIS dans la discipline à la date butoir. Pour cela, il participe à plusieurs compétitions internationales, principalement en Europe, comme à Superbagnères et Piau-Engaly, où il se classe respectivement 9e et 14e du slalom géant. En revanche, il n'atteint pas les minima en slalom et ne peut s'aligner sur cette épreuve à Vancouver.

### Résultat
Le 23 février, Peter Scott s'élance avec le dossard no 97 dans la première manche du slalom géant, mais il sort de la piste après quelques mètres. Il est ainsi éliminé de l'épreuve à l'issue de la première manche.

## Ski de fond

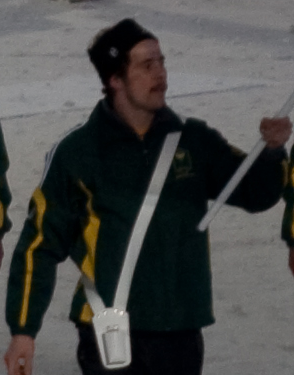
Oliver Kraas lors de la cérémonie d'ouverture des Jeux olympiques de Vancouver.

Un seul athlète sud-africain représente le pays dans les épreuves de ski de fond. Il s'agit d'Oliver Kraas, né le 18 avril 1975 à Germiston dans la province de Gauteng. Âgé de 34 ans, il prend part aux Jeux olympiques pour la deuxième fois, après sa participation à l'épreuve de sprint des Jeux de Turin en 2006 dont il se classe au 57e rang,.

### Qualification
Trois cent dix places sont attribuables en ski de fond pour les Jeux olympiques de Vancouver dans la limite de vingt athlètes par nation. La période de qualification s'étale entre juillet 2008 et le 25 janvier 2010. Pour se qualifier, les athlètes doivent obtenir un maximum de 100 points de la Fédération internationale de ski (FIS) dans la limite de quatre sportifs par pays en sachant que pour les épreuves de sprint, les athlètes doivent obtenir un maximum de 120 points FIS dans l'épreuve concernée. Si une nation ne réalise pas ce critère, il lui est possible d'obtenir un ticket olympique pour chaque sexe dans les épreuves de sprint ou pour le 10 km féminin et 15 km masculin en participant aux Championnats du monde de ski nordique 2009 et en ne dépassant pas les 300 points FIS dans l'épreuve concernée. Oliver Kraas se qualifie pour les jeux en réalisant les minima de la FIS dans l'épreuve du sprint. Pour cela, il participe à plusieurs compétitions internationales, principalement en Europe, comme à Fischen en Allemagne où il se classe au 7e rang. Il participe également aux qualifications de l'épreuve de sprint des championnats du monde 2009, à Liberec, dont il se classe au 76e rang.

### Résultat
Le 17 février, lors des qualifications de l'épreuve de sprint en style classique, Oliver Kraas, qui s'élance avec le dossard no 59, réalise un temps de 4 min 4 s 19 sur les 1,6 km du parcours. Avec un retard de 29 s 62 sur le premier de la course, le russe Aleksandr Panjinski, il se classe au 61e rang, soit à l'avant-dernière place de l'épreuve. Il est ainsi éliminé et ne peut prendre part à la finale, remportée par Nikita Kriukov.
| Athlète      | Épreuve | Temps final  | Retard  | Rang |
| ------------ | ------- | ------------ | ------- | ---- |
| Oliver Kraas | Sprint  | 4 min 4 s 19 | 29 s 62 | 61e  |

## Diffusion des Jeux en Afrique du Sud
Les Jeux olympiques de Vancouver sont diffusés par la chaîne SABC 2, de la compagnie South African Broadcasting Corporation. Les Sud-Africains peuvent également suivre les épreuves olympiques sur le câble et le satellite sur le réseau SuperSport.